# 下渔口镇
下渔口镇，是中华人民共和国湖南省常德市安乡县下辖的一个乡镇级行政单位。

## 行政区划
下渔口镇下辖以下地区：
下渔口社区、三西村、成功村、东河村、永富村、康乐村、夹口村、东夹村、西洲村、常安村、同兴村、安丰村、和兴村、国兴村、天星洲村、渔口村、保安村、联合村、万余洲村、重兴村、竹林村、安惠村和永南村。